# Nazionale maschile di pallavolo della Georgia
La nazionale maschile di pallavolo della Georgia è una squadra europea composta dai migliori giocatori di pallavolo della Georgia ed è posta sotto l'egida della Federazione pallavolistica della Georgia.

## Rosa
Segue la rosa dei giocatori convocati per l'European Silver League 2023.
| N° | Nome                 | Ruolo | Data di nascita | Squadra |
| -- | -------------------- | ----- | --------------- | ------- |
| 1  | Gabiani Gramiton     | C     | 24 aprile 1992  | -       |
| 3  | Beqa Kvelashvili     | C     | 8 ottobre 2002  | -       |
| 5  | Giorgi Chkholaria    | S     | 12 maggio 1995  | -       |
| 7  | Daviti Tskhomaria    | S     | 8 aprile 1998   | -       |
| 9  | Giorgi Gordadze      | P     | 7 agosto 2002   | -       |
| 10 | Tornike Kamkamidze   | S     | 3 ottobre 2006  | -       |
| 11 | Davit Lazarashvili   | S     | 6 novembre 1999 | -       |
| 12 | Mate Tevdoradze      | S     | 1º gennaio 2003 | -       |
| 13 | Aleksi Zakaidze      | C     | 21 gennaio 2001 | -       |
| 14 | Khasi Khalilovi      | C     | 21 marzo 2006   | -       |
| 16 | Badri Nutsubidze     | S     | 1º aprile 1998  | -       |
| 17 | Goga Buadze          | L     | 29 ottobre 1997 | -       |
| 22 | Beka Lobzhanidze     | S     | 23 luglio 2005  | -       |
| 23 | Aleksandre Kachibaia | P     | 31 ottobre 2001 | -       |

## Risultati

### Competizioni CEV
| 2018 | non qualificata | -            |
| 2019 | 7º posto        | Convocazioni |
| 2021 | non qualificata | -            |
| 2022 | non qualificata | -            |
| 2023 | 6º posto        | Convocazioni |
| 2024 | non qualificata | -            |
| 2025 | 8º posto        | Convocazioni |